# Francesco Somaini (Bildhauer, 1926)
Francesco Somaini (* 6. August 1926 in Lomazzo; † 19. November 2005 in Como) war ein italienischer Bildhauer.

## Leben  und Werk

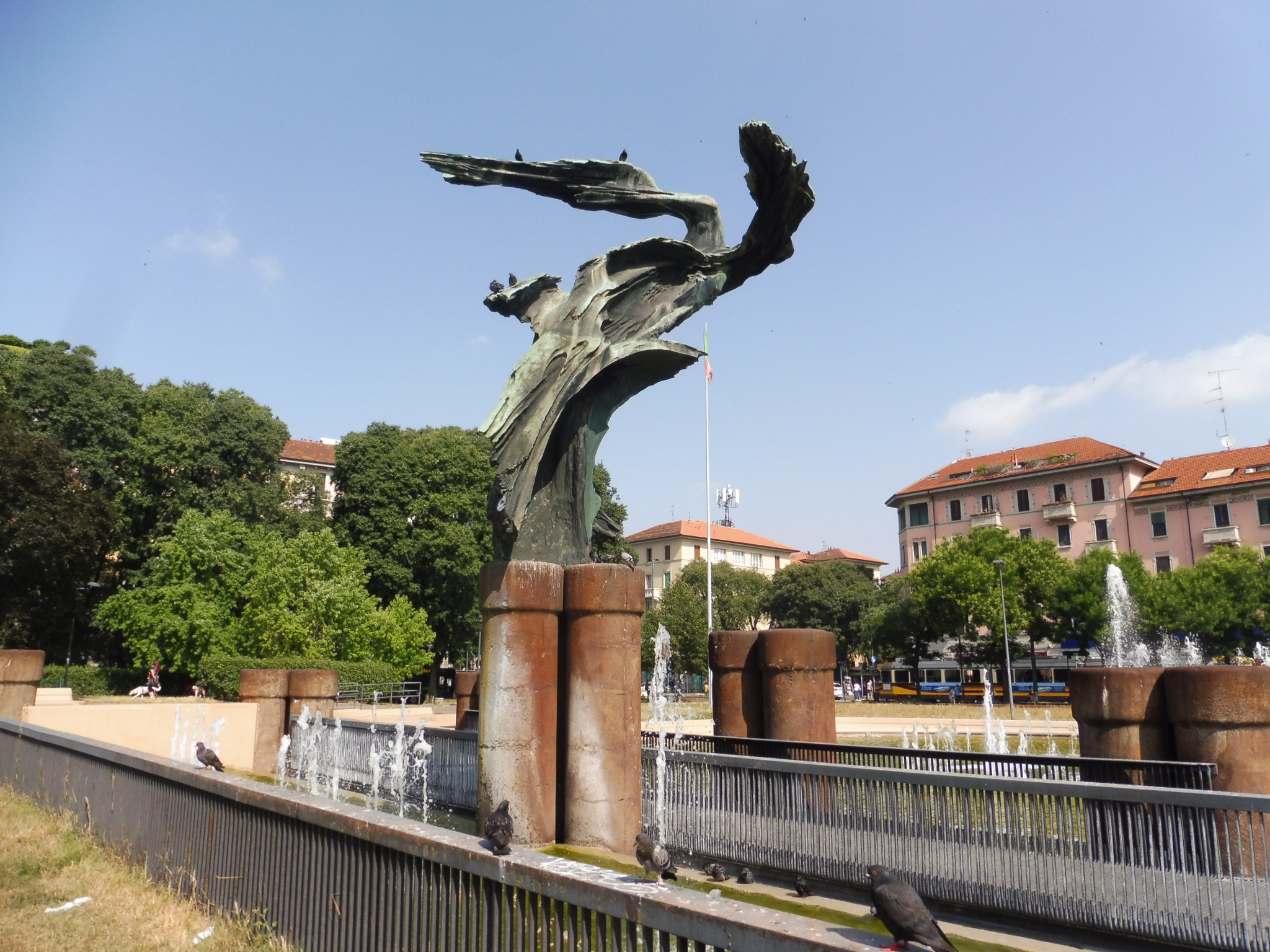
Brunnen von Somaini im Parco Vittorio Formentano in Mailand

Somaini besuchte die Kurse von Giacomo Manzù an der Accademia di Belle Arti di Brera in Mailand und debütierte 1948 bei der Rassegna Nazionale di Arti Figurative, die von der Quadriennale in Rom gefördert wurde. Er schloss sein Studium der Rechtswissenschaften an der Universität Pavia 1949 ab.
1950 nahm Somaini zum ersten Mal an der Biennale von Venedig teil. Nach einer Phase der Reflexion über die Erfahrungen der internationalen modernen Bildhauerei wandte er sich der Abstraktion zu und erreichte Mitte der 1950er Jahre eine autonome Sprache mit Werken aus Eisenkonglomerat (Canto aperto, Forza del nascere), die seine Zugehörigkeit zum Movimento Arte Concreta markierten und den Auftakt zur großen informellen Saison bildeten.
Somainis beschränkte sich nicht nur auf den Bereich der Bildhauerei: Sein Werk ist gekennzeichnet durch eine umfangreiche Produktion von Zeichnungen und Gemälden, die oft nach der projektbezogenen Studie der bildhauerischen Werke entstanden.
Der Künstler experimentierte auch mit neuen Ausdrucksmitteln wie der Fotografie (mit der Realisierung von Fotomontagen, die sich hauptsächlich auf seine Reflexion über moderne Metropolen beziehen, 1974–1980) und der Live-Performance (Aktion von Bremen, 1986). Erwähnenswert ist auch die Tätigkeit des Bildhauers seit den 1950er Jahren im Bereich der Architektur, unter anderem in Zusammenarbeit mit Luigi Caccia Dominioni, Ico Parisi und Ignazio Gardella.
Einige der wichtigsten Werke Somainis befinden sich in den großen Museen der Vereinigten Staaten, Deutschlands, der Niederlande, Österreichs, Italiens, der Vatikanstadt, Belgiens, Finnlands, Brasiliens und Serbiens. Andere befinden sich in öffentlichen Räumen in den Vereinigten Staaten, Italien, dem Vereinigten Königreich, Japan, Neuseeland, den Niederlanden und der Schweiz.
Francesco Somaini starb am 19. November 2005 im Alter von 79 Jahren in Como.